# 素顔がイイねっ!
『素顔がイイねっ!』（すがおがイイねっ）は、日本テレビ系列局ほかで放送された日本テレビ製作のトーク番組。製作局の日本テレビでは2005年4月9日から2006年3月25日まで、毎週土曜 10:00 - 10:30 (JST) に放送。

## 概要
この番組以前に同枠で放送されていたトーク番組『素顔が一番!』の後継番組である。
番組の終了後、同土曜10:00枠は直前枠の『ぶらり途中下車の旅』に吸収された。以来、『ぶらり途中下車の旅』は1時間枠で放送され続けており、この番組の後継番組は放送されていない。なお、最終回の告知はエンディングでスタッフロールを流している最中に画面上部にテロップ表示で行われた。

## 出演者

### 司会
- 石原良純
- 斉藤まりあ（当時日本テレビアナウンサー）

### ナレーター
- 木原実

## テーマ曲

### エンディングテーマ
- 静かな場所（小田和正、放送開始から終了まで）

## 放送局
以下に挙げるのはレギュラーで放送していた局である。この他にも不定期で放送していた局が存在する。
| 放送対象地域   | 放送局         | 系列           | 放送日時           | 備考       |
| -------------- | -------------- | -------------- | ------------------ | ---------- |
| 関東広域圏     | 日本テレビ     | 日本テレビ系列 | 土曜 10:00 - 10:30 | 製作局     |
| 宮城県         | ミヤギテレビ   | 日本テレビ系列 | 土曜 10:00 - 10:30 | 同時ネット |
| 愛媛県         | 南海放送       | 日本テレビ系列 | 土曜 10:00 - 10:30 | 同時ネット |
| 中京広域圏     | 中京テレビ     | 日本テレビ系列 | 日曜 06:00 - 06:30 | 1日遅れ    |
| 静岡県         | 静岡第一テレビ | 日本テレビ系列 | 日曜 10:55 - 11:25 |            |
| 山梨県         | 山梨放送       | 日本テレビ系列 | 月曜 09:55 - 10:25 |            |
| 青森県         | 青森放送       | 日本テレビ系列 | 水曜 09:55 - 10:25 |            |
| 新潟県         | テレビ新潟     | 日本テレビ系列 | 水曜 09:55 - 10:25 |            |
| 鳥取県・島根県 | 日本海テレビ   | 日本テレビ系列 | 水曜 09:55 - 10:25 |            |
| 香川県・岡山県 | 西日本放送     | 日本テレビ系列 | 水曜 10:25 - 10:55 |            |
| 福島県         | 福島中央テレビ | 日本テレビ系列 | 金曜 09:55 - 10:25 |            |
| 沖縄県         | 琉球放送       | TBS系列        | 金曜 10:50 - 11:20 |            |

| 日本テレビ 土曜10:00枠     | 日本テレビ 土曜10:00枠                    | 日本テレビ 土曜10:00枠                        |
| 前番組                     | 番組名                                    | 次番組                                        |
| -------------------------- | ----------------------------------------- | --------------------------------------------- |
| 素顔が一番! ※10:00 - 10:30 | 素顔がイイねっ! （2005年4月 - 2006年3月） | ぶらり途中下車の旅 ※9:30 - 10:30 【30分拡大】 |